# Sten Fredriksson
Sten Arvid Fredriksson, född 28 juni 1927 i Stockholm, är en svensk arkitekt.
Fredriksson, som är son till bokbindare Arvid Fredriksson och Martha Andersson, avlade reservofficersexamen 1952 och utexaminerades från Kungliga Tekniska högskolan 1959. Han anställdes hos arkitekt Cyrillus Johansson 1950, hos arkitekt Bengt Gate 1955 och bedrev egen arkitektverksamhet i Stockholm från 1960. Han har ritat bland annat varuhus i Umeå, Gävle, Hudiksvall, Piteå, Karlstad, Mariestad, Linköping och Helsingborg, posthus i Uddevalla, Bröderna Erikssons mekaniska snickerifabrik och Nerikes Allehandas tryckeri.